# کوه هرمیت
کوه هرمیت (به انگلیسی: Hermit Mountain) یک کوه در کانادا است که در بریتیش کلمبیا واقع شده‌است. کوه هرمیت ۳٬۰۵۰ متر بالاتر از سطح دریا واقع شده‌است.